# Sreten Vukosavljević
Sreten Vukosavljević (srbskou cyrilicí Сретен Вукосављевић; 5. března 1881, Prijepolje, Osmanská říše – 9. srpna 1960, Rovinj, Jugoslávie) byl srbský sociolog, profesor Bělehradské univerzity a politik, účastník Balkánských válek, první a druhé světové války. Politicky aktivní byl v období před i po druhé světové válce.

## Životopis
Narodil se v Prijepolji, kde vychodil základní školu. Poté studoval na gymnáziu v Pljevlji, Valjevu a v Bělehradu. Učitelskou školu vystudoval v Aleksinaci. Od roku 1901 pracoval jako venkovský učitel v Timocké krajině v dnešním srbsko-bulharském pomezí. Roku 1905 se stal ředitelem základní školy v Prijepolji. Od roku 1909 byl školním inspektorem v Černé Hoře, poté nějaký čas pracoval ve Skopje.
Během let 1911 a 1912 vedl četnické oddíly na pohoří Javor. Bojoval v první, druhé balkánské válce a první světové válce. Během balkánských válek bojoval na straně četniků z oblasti Rašky a údolí řeky Lim na severu dnešní Černé Hory. Pomáhal obsadit město Priboj.
Po skončení války se stal starostou v Kavadaru a roku 1919 byl vybrán za odpovědnou osobu za realizaci pozemkové reformy na území dnešní Severní Makedonie. V roce 1920 byl ve volbách do skupštiny Království Srbů, Chorvatů a Slovinců zvolen za poslance. V roce 1925 nakonec z politiky kvůli neshodám s vládnoucími představiteli odešel, vrátil se do Prijepolje a věnoval se sociologickému výzkumu venkovského života. Svá negativní zjištění o poměrech života na vesnici často zveřejňoval v různých novinách a časopisech, které v tehdejší Jugoslávii vycházely, včetně Politiky. Protože byly jeho články populární, stal se díky nim i profesorem na právnické fakulty Bělehradské univerzity.
Během druhé světové války vstoupil v roce 1943 do řad jugoslávských partyzánů. V listopadu téhož roku se stal předsedou Zemské antifašistické rady národního osvobození Sandžaku. Účastnil se druhého zasedání AVNOJe v Jajci dne 29. listopadu 1943, kde byl zvolen za člena jeho předsednictva. Roku 1944 byl vybrán do jugoslávské vlády jako ministr výživy, obnovy lesů a těžby.
Dne 7. března 1945 po zformování plnohodnotné vlády jugoslávského státu byl vybrán za ministra kolonizace. Protestoval proti zákazu návratu některých srbských kolonistů, kteří v meziválečném období obsadili části Kosova a dnešní Severní Makedonie, se kterým přišla jugoslávská vláda. Jeho ministerstvo bylo následně zrušeno a sám Vukosavljević se stáhl z politického života. Vrátil se jako profesor Právnické fakulty Univerzity v Bělehradě, později byl ředitelem Institutu pro výuku venkova při SANU a korespondenční člen JAZU.